# Carte d'étudiant des métiers
En France, la carte d’étudiant des métiers, délivrée aux apprentis par les organismes qui assurent leur formation, permet notamment aux apprentis d'accéder à des réductions tarifaires identiques à celles dont bénéficient les étudiants de l'enseignement supérieur.